# التوحيد (مجلة)
تعد مجلة التوحيد من المجلات الإسلامية الرائده في الدفاع عن عقيدة أهل السنة والجماعة وصد خرافات المبتدعة والخارجين عن الإسلام. بدأ صدورها في مصر منذ 1356 هـ - 1937 وهي لسان حال جمعية أنصار السنة المحمدية، قام بإنشائها الشيخ محمد حامد الفقي تعد من المجلات واسعة الأنتشار في البلاد الإسلامية والغربية بسبب تميزها الواضح ومنهجها الصحيح والقويم.
كانت تسمى في بداية صدورها بمجلة الهدي النبوي حتى تم تغير اسمها إلى مجلة التوحيد

## منهجها وأهدافها
تقوم هذه المجلة على مناصحة جميع المسلمين من حكام ومحكومين
على أساس الكتاب والسنه وتدعو إلى تمسك المسلمين بهويتهم الإسلامية
وتقوم على الوسطية فلا إفراط ولا تفريط وتنبذ جميع الدعوات التي تدعو إلى إثارة الفتن بين المسلمين

## أبرز رؤساء تحرير المجلة
- أحمد محمد شاكر
- صفوت الشوادفى
- جمال المراكبي

## الطاقم الإداري الحالي
رئيس مجلس الإدارة: جمال المراكبي
المشرف العام: عبد الله شاكر الجنيدي
رئيس التحرير: جمال سعد حاتم

## روابط ذات صله
موقع مجلة التوحيد